# Хьертё-Даль, Йенс
Йенс Хьертё-Даль (норв. Jens Hjertø-Dahl; 31 октября 2005) — норвежский футболист, полузащитник клуба «Тромсё».

## Клубная карьера
Воспитанник футбольной академии клуба «Тромсё». 13 мая 2023 года дебютировал в основном составе «Тромсё» в матче норвежской Элитсерии против клуба «Хам-Кам».

## Карьера в сборной
Выступал за сборные Норвегии до 16, до 17, до 18 и до 19 лет.